# 卡佩廷加
卡佩廷加是巴西米纳斯吉拉斯州的一个市镇。总面积296.722平方公里，总人口7154人，人口密度24.1人/平方公里。